# François Mercier (entrepreneur)
Pour les articles homonymes, voir François Mercier et Mercier.
François Mercier, né le 2 février 1858 à Tronget, dans l'Allier, et mort le 3 avril 1920 à Paris, est un entrepreneur dans les  travaux publics et les chemins de fer. Il fut maire de Tronget de 1912 à 1920.

## Biographie

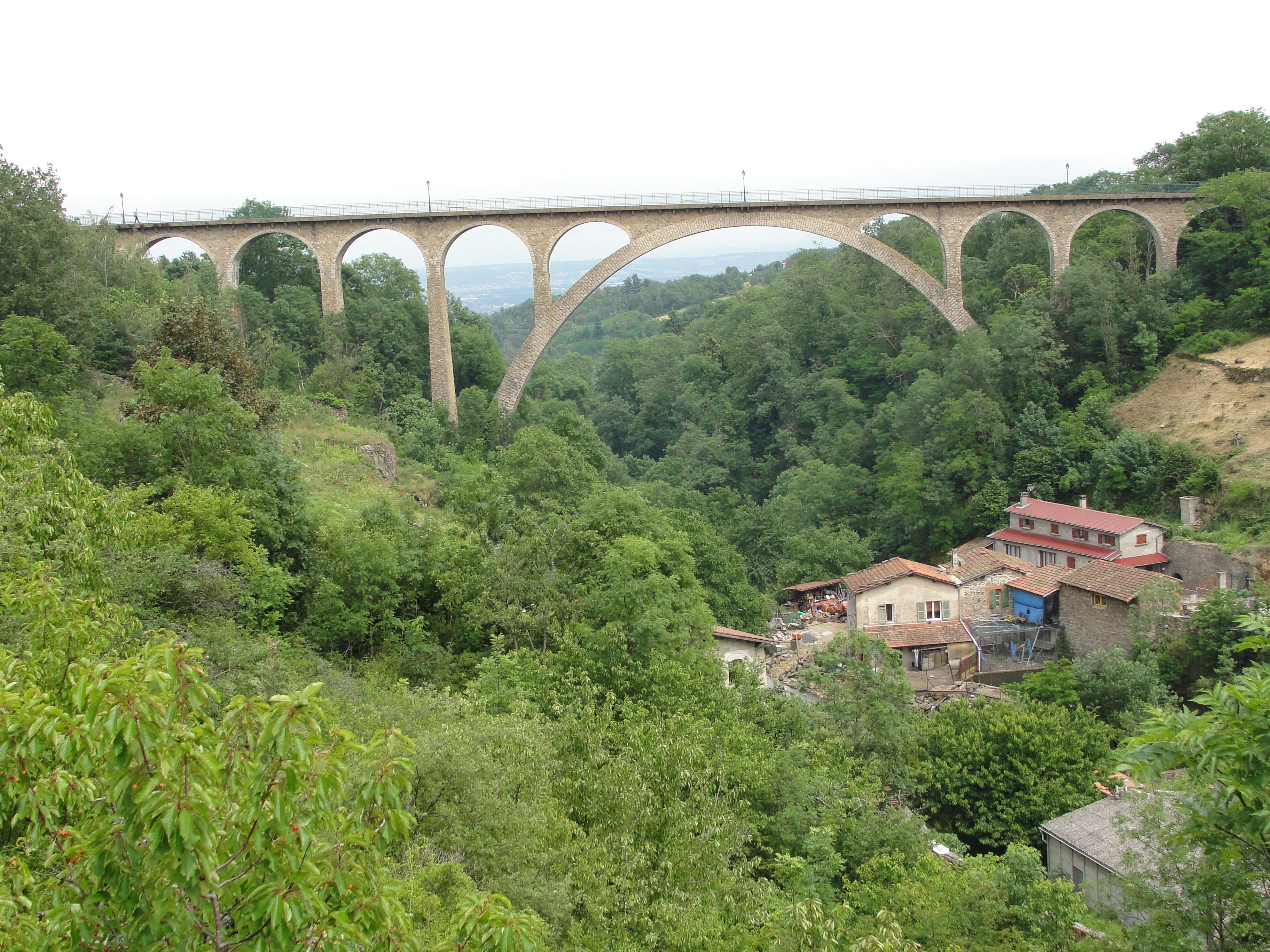
Viaduc de Pélussin construit par François Mercier

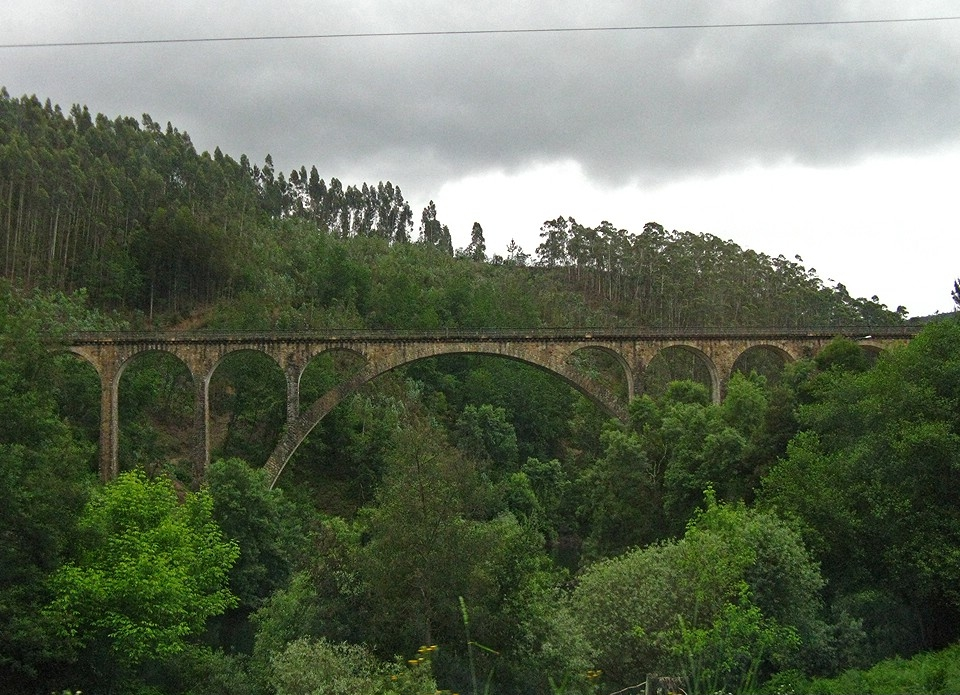
Viaduc du chemin de fer du Val de Vouga au Portugal, construit par Mercier

François Mercier est le fils d'un petit entrepreneur en bâtiment de Tronget (Allier) et apprend son métier avec son père. Après son service militaire, il se marie avec Marie Anne Coulignon le 2 août 1884 à Tronget. Il est entrepreneur de travaux publics, faisant de la petite entreprise héritée de son père une entreprise d'envergure nationale. Il construit un certain nombre de ponts et de voies ferrées.
En 1907, il entame une collaboration avec Eugène Freyssinet, ingénieur polytechnicien, dans l'utilisation du béton armé pour les ponts. Il fonde en 1911 la Société des Chemins de fer du Centre avec l'ingénieur Lapeyre, concessionnaire du tramway de Vichy à Cusset.
François Mercier est aussi fondateur de la Compagnie Française pour la Construction et l'exploitation des Chemins de fer à l'étranger qui construit le chemin de fer du Val de Vouga au Portugal. Parmi les membres, on trouve M. Lechatellier, ingénieur en chef des Ponts et Chaussées, président de la Société française de constructions mécaniques (Anciennes Usines Cail).
En 1914, il fonde la société " Mercier, Limousin et Cie". Il s'en retire en 1916, la société devenant «Société Limousin et Compagnie, Procédés Freyssinet».
Il meurt le 3 avril 1920 au no 87, rue Saint Lazare à Paris, avant d'avoir pu achever les travaux de construction de la dernière section du réseau des chemins de fer du Centre.
Il repose avec sa femme au cimetière de Tronget dans une chapelle funéraire bâtie par l'architecte Rabagliati et décorée d'une porte en bronze du ferronnier d'art Edgar Brandt.
Peu avant sa mort, il avait fait construire à Tronget un sanatorium ; sa veuve en fit construire un second en 1933 à Rocles. Ces centres médicaux ne sont plus des sanatoriums, mais existent toujours.

## Réalisations

### Chemins de fer
- Ligne Bourbon-l'Archambault - Buxières-les-Mines, voie métrique, Allier ;
- Ligne Dompierre- Lapalisse, voie métrique, Allier ;
- Ligne Varennes-Le Donjon et Lapalisse -Le Mayet-de-Montagne, voie métrique, Allier ;
- Ligne Corbigny-Saulieu, Chemins de fer départementaux de la Côte-d'Or, voie métrique ;
- Réseau breton voie métrique, Compagnie de L’Ouest, ligne Carhaix - Rosporden ;
- Réseau du Val de Vouga au Portugal, voie métrique ;
- Réseau des Chemins de fer du Centre, voie métrique avec le Chemin de fer de Vichy à Lavoine, Saint-Germain-Laval et Regny ;
- Réseau des chemins de fer départementaux de la Loire (extensions) ;
- Ligne Corbeil - Montereau, voie normale ;
- Ligne Arlanc-Darsac, voie normale ;
- Ligne de Montluçon à Gouttières;
- Souterrain des Montets à Argentières, voie métrique, ligne Chamonix - Vallorcine ;
- Souterrain de la Saucette à Moûtiers, ligne Moûtiers - Albertville (longueur : 710 m) ;
- Plusieurs réalisations pour les compagnies du PLM, du PO, de l’Ouest et du Nord.

### Ponts
- Pont du Veurdre (Allier) ;
- Pont Boutiron, près de Vichy ;
- Pont de Châtel-de-Neuvre (Allier).

## Distinctions
- Officier de la Légion d'honneur (1918).

## Hommages

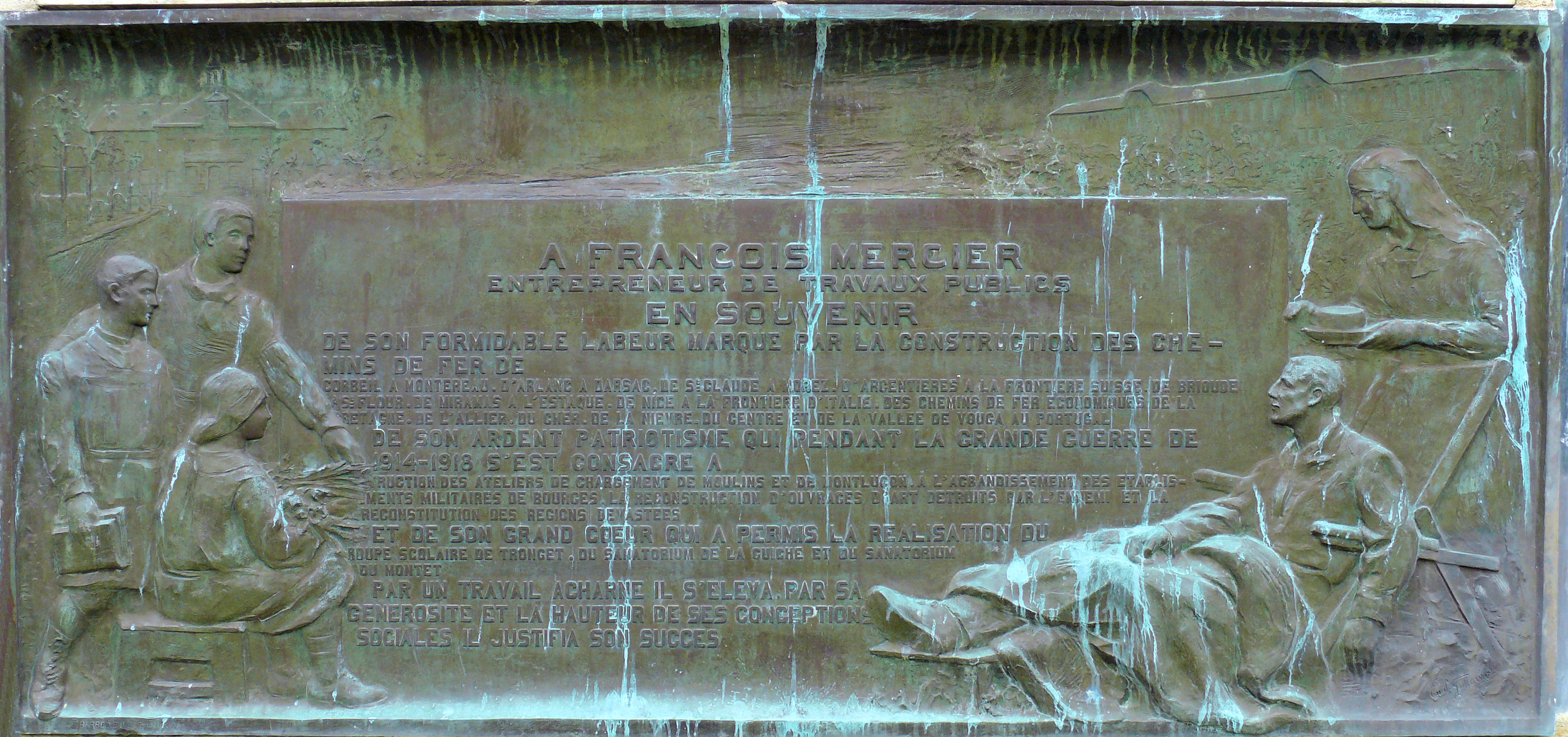
Inscription du monument de Tronget

- Monument commémoratif à Tronget. Inauguré en 1922 à l'initiative de son ami le sénateur Marcel Régnier, il est l'œuvre du sculpteur Émile Guillaume. Il a été restauré et déplacé en 2009.

Nommés d'après lui : 
- Centre médical François-Mercier à Tronget.
- Rue Marie-et-François Mercier à Moulins.